# Sergej Komarov
Sergej Komarov (russisk: Сергей Петрович Комаров) (født 2. marts 1891 i Vjazniki i det Russiske Kejserrige, død 23. december 1957 i Moskva i Sovjetunionen) var en sovjetisk filminstruktør, manuskriptforfatter og skuespiller.

## Filmografi
Som instruktør
- Kys Mary Pickford (Поцелуй Мэри Пикфорд, 1927)[1][2]
- Dukke med millioner (Кукла с миллионами, 1928)

Som skuespiller
- Hr. Wests ekstraordinære eventyr i bolsjevikkernes land (1924)